# 上關寺站
上關寺站（日语：／ Kamisekidera eki */?）是位於滋賀縣大津市逢坂1丁目，京阪電氣鐵道京津線的電車站（廢站）。車站位於京阪電氣鐵道京津線路軌與滋賀縣道558號高島大津線（舊・國道161號）平交道處。現時上下行路軌在平交道前的地方較廣，從此可推測月台位置。

## 歷史
- 1912年（大正元年）
  - 8月15日：京津電氣軌道三條大橋至札之辻之間開通，此站啟用[1]。可是，由於當時在附近的官設鐵道東海道本線（現時：西日本旅客鐵道東海道本線）之立體相交路堤工程還未完成，因此此電車站分斷了兩邊的運輸系統。
  - 12月14日：東海道本線立體相交工程完成，三條大橋至札之辻之間開始直通運輸。
- 1925年（大正14年）2月1日：在公司合併後變為京阪電氣鐵道京津線的電車站。
- 1943年（昭和18年）10月1日：跟據陸上交通事業調整法（日语：陸上交通事業調整法），京阪電氣鐵道與阪神急行電鐵合併，京阪神急行電鐵成立。成為京阪神急行電鐵的電車站。
- 1949年（昭和24年）12月1日：從京阪神急行電鐵分離，京阪電氣鐵道再次成立，成為京阪電氣鐵道的電車站。
- 1950年（昭和25年）12月25日：提升上行月台高度。
- 1971年（昭和46年）8月15日：車站廢除[1]。

## 電車站構造
此站是地面車站，設有2面2線的相對式月台（千鳥式月台）。在平交道北邊是三條方向月台，南邊則為濱大津方向月台。

## 電車站周邊
在電車站附近可看見東海道本線（舊線）的遺跡。名神高速道路在南邊通過，與國道1號立體相交，該高速公路前後都是隧道區間。前往三條方向的列車在離開此電車站後會與國道1號立體相交，而電車會在國道底的隧道通過。離開隧道後到達大谷站。另外，在電車站西邊約300米處設有琵琶湖乘馬倶樂部，但是此電車站沒有通道直達該處。
- 舊逢坂山隧道（日语：逢坂山トンネル#逢坂山隧道）東口（鐵道紀念物）
- 安養寺
- 念佛寺
- 妙光寺
- 關蟬丸神社（日语：関蝉丸神社）下社、上社
- 滿月稻荷
- 弘法大師堂（日语：大師堂）
- 名神高速道路
- 國道1號
- 滋賀縣道558號高島大津線（日语：滋賀県道558号高島大津線）（舊國道161號（日语：国道161号））
- 上關寺隧道 - 逢坂山隧道東邊的隧道。該處是JR琵琶湖線（東海道本線）與京阪京津線立體相交處。
- 舊逢坂山隧道（日语：逢坂山トンネル）

## 相鄰電車站
京阪電氣鐵道
京津線
大谷－上關寺－上榮町

## 注腳

## 外部連結
大津市歷史博物館（大津舊相）
- 京阪電鐵京津線 上關寺平交道（琵琶湖號、昭和30年代） （页面存档备份，存于）（日語）
- 京阪電鐵京津線 上關寺平交道（昭和30年代） （页面存档备份，存于）（日語）

都市計畫大津
- 『大津駅周辺を探検！ 大津に鉄道がやってきた頃』京阪電車京津線編 by.yume （页面存档备份，存于）（※可看見電車站營業期間的站內情況）